# 35e cérémonie des Grammy Awards
 (avril 2025).
Si vous disposez d'ouvrages ou d'articles de référence ou si vous connaissez des sites web de qualité traitant du thème abordé ici, merci de compléter l'article en donnant les références utiles à sa vérifiabilité et en les liant à la section « Notes et références ».
La 35e cérémonie des Grammy Awards s'est déroulée le 24 février 1993 au Shrine Auditorium de Los Angeles (Californie).

## Palmarès

### Général
Enregistrement de l'année
- Tears in Heaven, Eric Clapton

Album de l'année
- Unplugged, Eric Clapton

Chanson de l'année
- Tears in Heaven, Eric Clapton

Meilleur nouvel artiste
- Arrested Development

### Rock
Meilleure prestation vocale rock féminine
- Ain't It Heavy, Melissa Etheridge

Meilleure prestation vocale rock masculine
- Unplugged, Eric Clapton

Meilleure prestation vocale rock par un groupe ou un duo
- Achtung Baby, U2

Meilleure prestation hard rock
- Give It Away, Red Hot Chili Peppers

Meilleure prestation metal
- Wish, Nine Inch Nails

Meilleure prestation instrumentale rock
- Little Wing, Stevie Ray Vaughan & Double Trouble

Meilleure chanson rock
- Layla, Eric Clapton